# 法庭

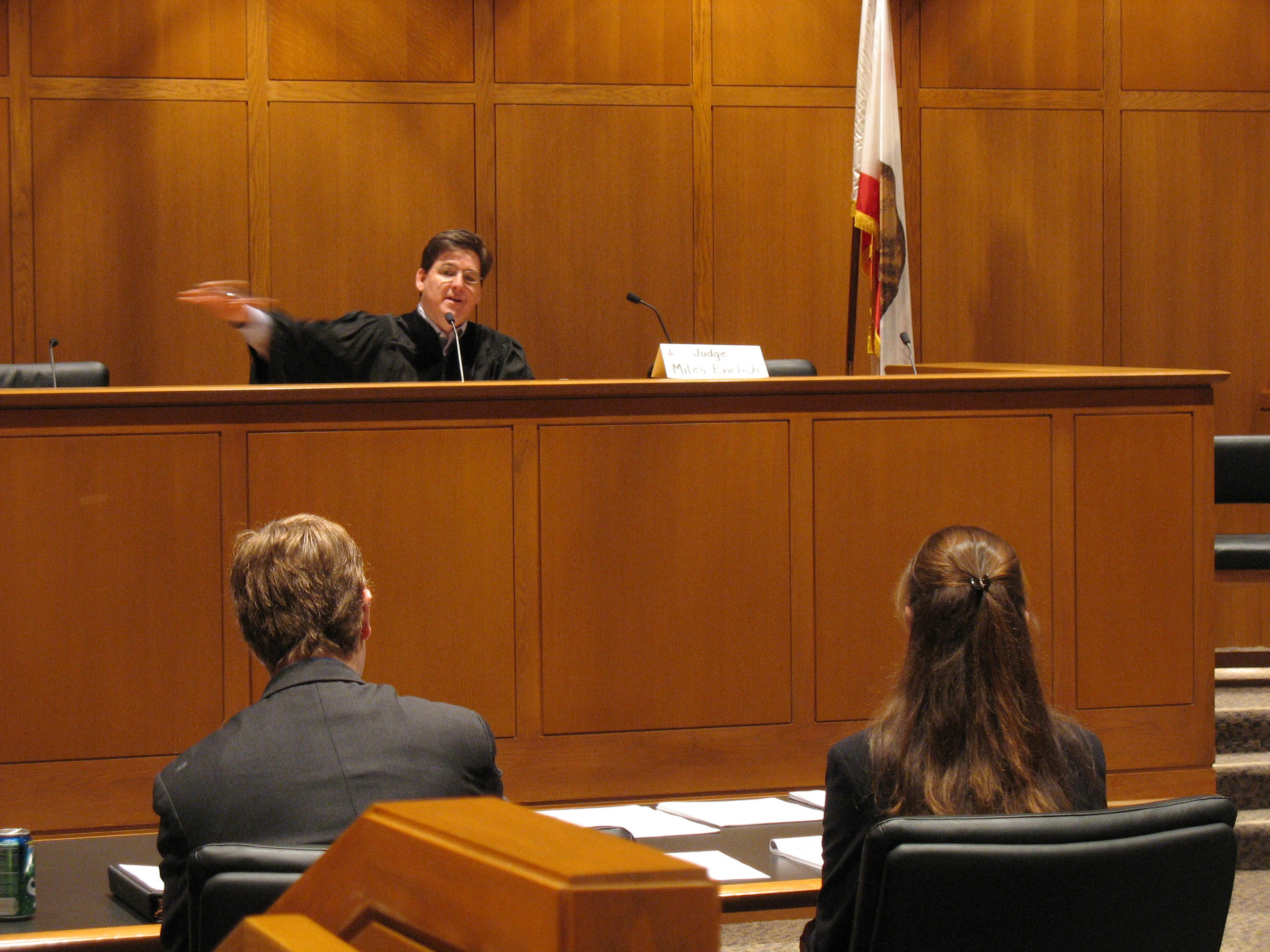
美國法庭，圖中居上位者為法官

法庭是進行訴訟和审判聆訊的地方，俗稱公堂。法庭一般設於法院之內，戰時則有可能出現機動的巡迴法庭。

## 各地法庭

### 香港
香港司法制度大部份源自英國，位排是法官坐於前方中央位置，後方牆上掛有香港特別行政區區徽，法官前方為法庭職員，再前方為控方和辯方辯護人（律師），公眾席位於最後方。刑事審訊時疑犯坐的犯人欄位於傍邊，由法警看守；如為有法律代表應訊的民事及家事法庭訴訟，原告/申索人（呈請人）及被告（答辯人）會坐在所屬律師後方聽審。開庭時，法官是最後進入法庭的一個。法官進場時，法庭職員會大叫「Court」，所有人均需站立，待法官進座和眾人互相鞠躬後才一起坐下。退庭時，法庭職員亦會大喊「Court」，所有人均需站立，待法官和所有人互相鞠躬後可離開。

### 法國
法国法庭主要有：
- 最高法庭（终审法院 cours de cassation）
- 上诉法庭（Cours d'appel）
- 大案法庭（TGI），其中包括
- 小案法庭（T.I）
- 商事法庭（Tribunal de commerce）
- 劳动法庭（Prud'Hommes）

### 馬來西亞
馬來西亞的法庭分成大概七种，即最高法院、高庭（高等法庭）、回教法庭（受回教法令管制）、地庭（地方法庭）、上訴庭、推事庭、和消費人仲裁庭（1999年11月為以簡易管道保護消費人利益所創辦）。

### 澳門
澳門法庭的架構：
- 終審法院
- 中級法院
- 第一審法院，其中包括
  - 初級法院，其中包括
    - 行政中心
    - 民事法庭
    - 刑事法庭
    - 輕微民事案件法庭
    - 勞動法庭
    - 家庭及未成年人法庭
    - 刑事起訴法庭

  - 行政法院

### 台灣
普通法院的法庭主要分為民事庭與刑事庭，針對家事事件、勞資爭議、青少年犯罪等案件則設有家事庭、勞動庭和少年法庭；另外地方法院也設有行政訴訟庭。

## 外部連結
- 陳弘毅：〈法院在社會中的角色〉 （页面存档备份，存于）（2005年）